# Pachydrus obesus
Pachydrus obesus är en skalbaggsart som beskrevs av Sharp 1882. Pachydrus obesus ingår i släktet Pachydrus och familjen dykare. Inga underarter finns listade i Catalogue of Life.